# Bradley Whitford
Bradley Whitford (ur. 10 października 1959 w Madison) – amerykański aktor, zdobywca Nagrody Emmy.
Studiował literaturę angielską i teatr na Wesleyan University. Następnie otrzymał tytuł magistra sztuk pięknych w Juilliard School w Nowym Jorku.
Whitford jest najbardziej znany z roli doradcy prezydenta Stanów Zjednoczonych, Josha Lymana z serialu dramatycznego Prezydencki poker. Za tę rolę w 2001 roku nagrodzony został Nagrodą Emmy. Jest także scenarzystą dwóch odcinków tego serialu. Kolejne nagrody Emmy zdobył w 2015 za rolę Marcy w serialu Transrodzic w kategorii Najlepszy aktor gościnny w serialu komediowym oraz w 2019 za rolę komandora Josepa Lawrence'a w serialu Opowieść podręcznej w kategorii Najlepszy aktor gościnny w serialu dramatycznym.
Następną jego rolą, która przyniosła mu popularność, jest rola złośliwego biznesmena Erica Gordona w komedii Billy Madison z 1995 roku. Jego debiutancką rolą na deskach Broadwayu była rola porucznika Daniela Kaffee w sztuce A Few Good Man. Wystąpił także gościnnie w serialu Ostry dyżur.
Po zakończeniu emisji Prezydenckiego Pokera w 2006 roku, Whitford wystąpił w serialu twórcy Prezydenckiego Pokera – Studio 60 on the Sunset Strip, w roli Danny’ego Trippa.
Był żonaty z Jane Kaczmarek. Rozwód nastąpił w 2010. Mają trójkę dzieci: Frances, George’a i Mary Luisę.
Razem z żoną prowadził fundację na rzecz pomocy dzieciom. Wspierali także organizację Heifer International.

## Filmografia
- 1987: Zemsta frajerów w raju (Revenge of the Nerds II: Nerds in Paradise)) jako Roger
- 1987: Adventures in Babysitting jako Mike Todwell
- 1990: Uznany za niewinnego (Presumed Innocent) jako Jamie Kemp
- 1990: Młode strzelby II (Young Guns II) jako Charles Phalen
- 1992: Zapach kobiety (Scent of a Woman) jako Randy Slade
- 1993: Gra o życie (My Life) jako Paul Ivanovich
- 1993: Filadelfia jako Jamey Collins
- 1993: RoboCop 3 (1993) jako Fleck
- 1993: Doskonały świat (A Perfect World) jako Bobby Lee
- 1994: Klient (The Client) jako Thomas Fink
- 1995: Billy Madison jako Eric Gordon
- 1996: Obywatele prezydenci (My Fellow Americans) jako Joe Hollis
- 1997: Fatalna namiętność (Red Corner) jako Bob Ghery
- 1997: Masterminds jako Miles Lawrence
- 1999: Człowiek przyszłości (Bicentennial Man) jako Lloyd Charney
- 1999–2006: Prezydencki poker
- 2001: Kate i Leopold (Kate & Leopold) jako J.J. Camden
- 2005:Stowarzyszenie wędrujących dżinsów
- Mały Manhattan (Little Manhattan)
- 2007:Amerykańska zbrodnia (An American Crime)
- 2006–2007: Studio 60 on the Sunset Strip
- 2008: Bottle Shock jako Professor Saunders
- 2012: Dom w głębi lasu (The Cabin in the Woods) jako Steve Hadley
- 2013: Savannah jako Jack Cay
- 2018–2021: Opowieść podręcznej (The Handmaid’s Tale) jako komendant Joseph Lawrance
- 2020: Zew krwi jako sędzia Miller